# 이근수 (1889년)
이근수(李瑾洙, 일본식 이름: 桂宮瑾洙가미야 긴슈, 1889년 1월 18일 ~ 1950년 3월 7일)는 일제강점기의 관료이며 조선총독부 중추원 참의도 지냈다.

## 생애
강원도 춘천군 출신으로, 관리의 아들로 태어났다. 1913년에 춘천농공고등학교 전신인 춘천의 농업학교를 졸업한 뒤, 이듬해 보통문관시험에 합격하여 조선총독부 관리가 되었다.
1915년에 판임관견습으로 근무를 시작한 데 이어, 강원도 제1부를 거쳐 영월군과 화천군 등에서 군서기와 군속으로 재직하였다. 강원도 지사관방 문서과와 평강군, 양구군 근무를 거쳤다.
1931년 3월에는 총독부 군수로 승진하여 강원도 울진군, 양구군과 평강군 군수를 차례로 지냈다. 양구군수이던 1935년에 총독부가 편찬한 《조선공로자명감》에는 353명의 공로자 중 한 명으로 기재되어 있다. 총독부가 시정 25주년을 기념하여 표창한 표창자 명단에도 들어 있다. 이근수는 민중 통치에 빼어난 기량을 가지고 있다는 평가를 받았다.
이러한 능력을 인정받아 중추원 참의로 발탁되었다. 중추원 참의이던 1938년을 기준으로 정7위에 서위되어 있었다. 국민정신총동원조선연맹 강원도 지부에서 평의원을 지내는 등 중일 전쟁 시기까지 활동한 기록이 남아 있다.

## 사후
2002년 발표된 친일파 708인 명단 중 중추원 부문에 수록되었고, 2008년 민족문제연구소가 정리한 친일인명사전 수록예정자 명단 중 중추원과 관료 부문에 포함되었다. 2009년 친일반민족행위진상규명위원회가 발표한 친일반민족행위 705인 명단에도 포함되었다.

## 같이 보기
- 조선총독부 중추원

## 참고자료
- 이근수(李瑾洙) - 국사편찬위원회